# Forze di sicurezza irachene
Con l'espressione Forze di sicurezza irachene (in arabo قوات الأمن العراقية‎?, Quwwāt al-Amn al-ʿIrāqiyya) si indica l'apparato militare e delle forze dell'ordine irachene costituito dal governo federale della Repubblica d'Iraq, per volere del Dipartimento della Difesa degli Stati Uniti d'America.
Esse sono così costituite:
- Ministero della Difesa
  - Forze armate irachene (in arabo القوات المسلحة العراقية‎?, al-Quwwāt al-Musallaḥa al-ʿIrāqiyya): 
    - Esercito iracheno (in arabo القوة البرية العراقية‎?, al-Quwwa al-Barriyya al-ʿIrāqiyya)
    - Aeronautica militare irachena (in arabo القوة الجوية العراقية‎?, al-Quwwa al-Jawiyya al-ʿIrāqiyya)
    - Marina militare irachena (in arabo القوة البحرية العراقية‎?, al-Quwwa al-Baḥriyya al-ʿIrāqiyya)
- Ministero degli Interni: 
  - Polizia irachena (in arabo شرطة اتحادية عراقية‎?, Shurṭa Ittiḥādiyya ʿIrāqiyya)
  - Direzione dei Servizi di Sicurezza Irachena (in arabo قوة حماية المنشات العراقية‎?, Quwwat Ḥimāya al-Munshaʾāt al-ʿIrāqiyya)
  - Dipartimento di sorveglianza di frontiera (in arabo حرس الحدود العراقي‎?, Ḥaras al-Ḥudūd al-ʿIrāqiyya)